# Chaetodoria conica
Chaetodoria conica är en tvåvingeart som beskrevs av Townsend 1927. Chaetodoria conica ingår i släktet Chaetodoria och familjen parasitflugor.
Artens utbredningsområde är Peru. Inga underarter finns listade i Catalogue of Life.